# 光滑強鰭鳐

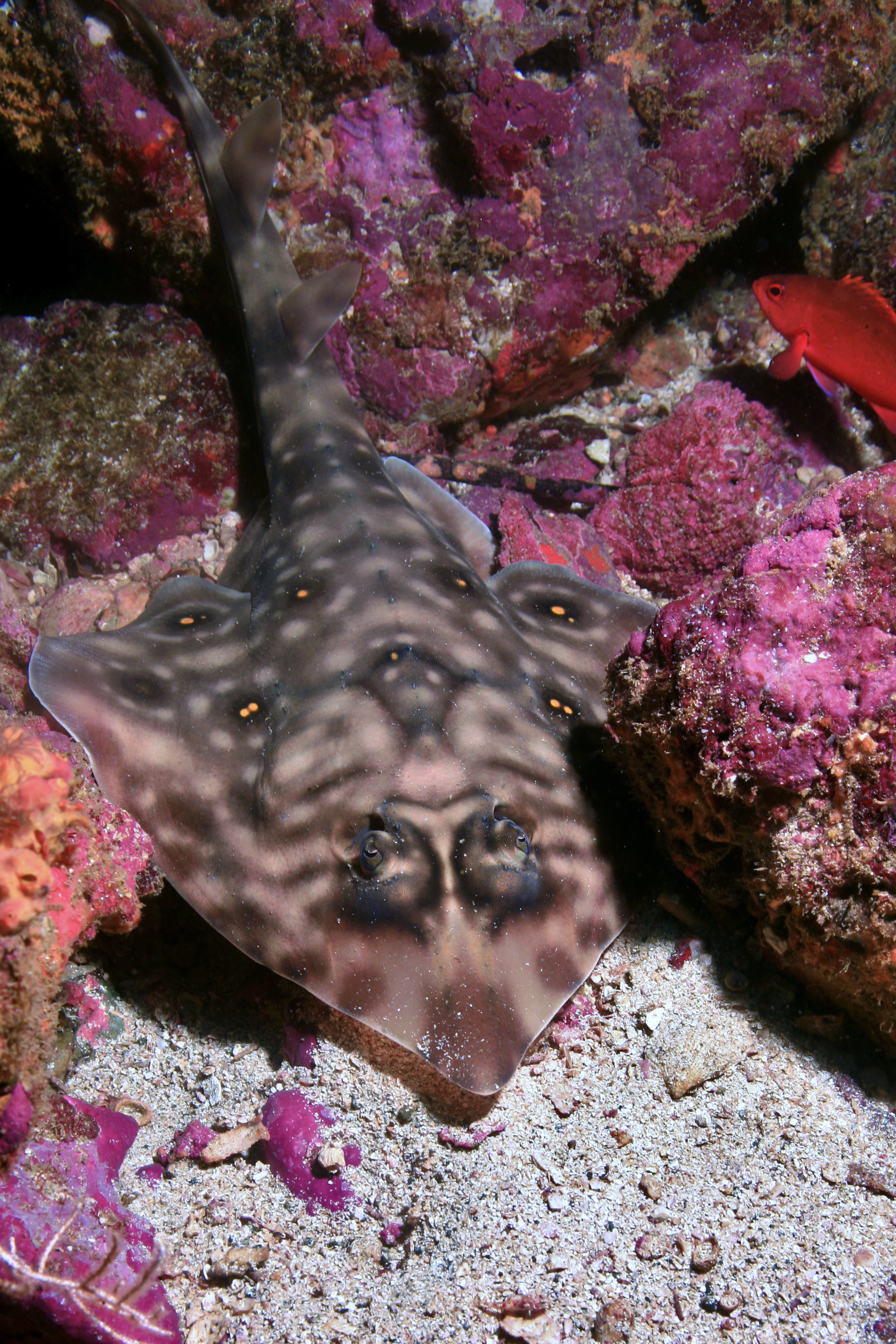
光滑强鳍鳐背部的眼斑

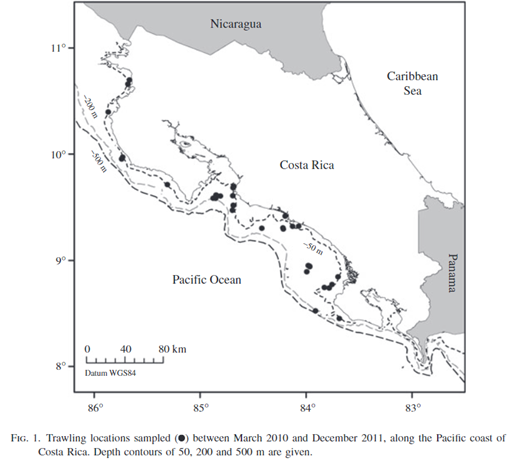
光滑强鳍鳐分布圖

光滑强鳍鳐（學名：Zapteryx xyster），是軟骨魚綱犁頭鰩目南犁頭鳐科強鰭鰩屬的其中一種，被IUCN列為易危保育類動物，分布於東南太平洋墨西哥加利福尼亞灣至祕魯海域，深度可達150公尺，本魚身體形狀扁平、凹陷，體色為棕色或黑色，帶有由許多連續斑點形成的暗帶，背部佈滿小刺，從頸背開始一直到第一背鰭結束，體長可達78公分，棲息在大陸棚軟底質海域，為底棲性魚類，屬肉食性，以甲殼類、硬骨魚為食，雌魚具有固定的繁殖週期，而雄魚全年都具有生殖能力，交配高峰期被認為是六月到七月之間，而後代則會在十二月到一月的旱季出生，妊娠期則會持續四到六個月，雌魚一胎最多可產6隻幼魚，可做為食用魚，因過度捕撈導致族群數量下降。